# Dorfkirche Barsikow

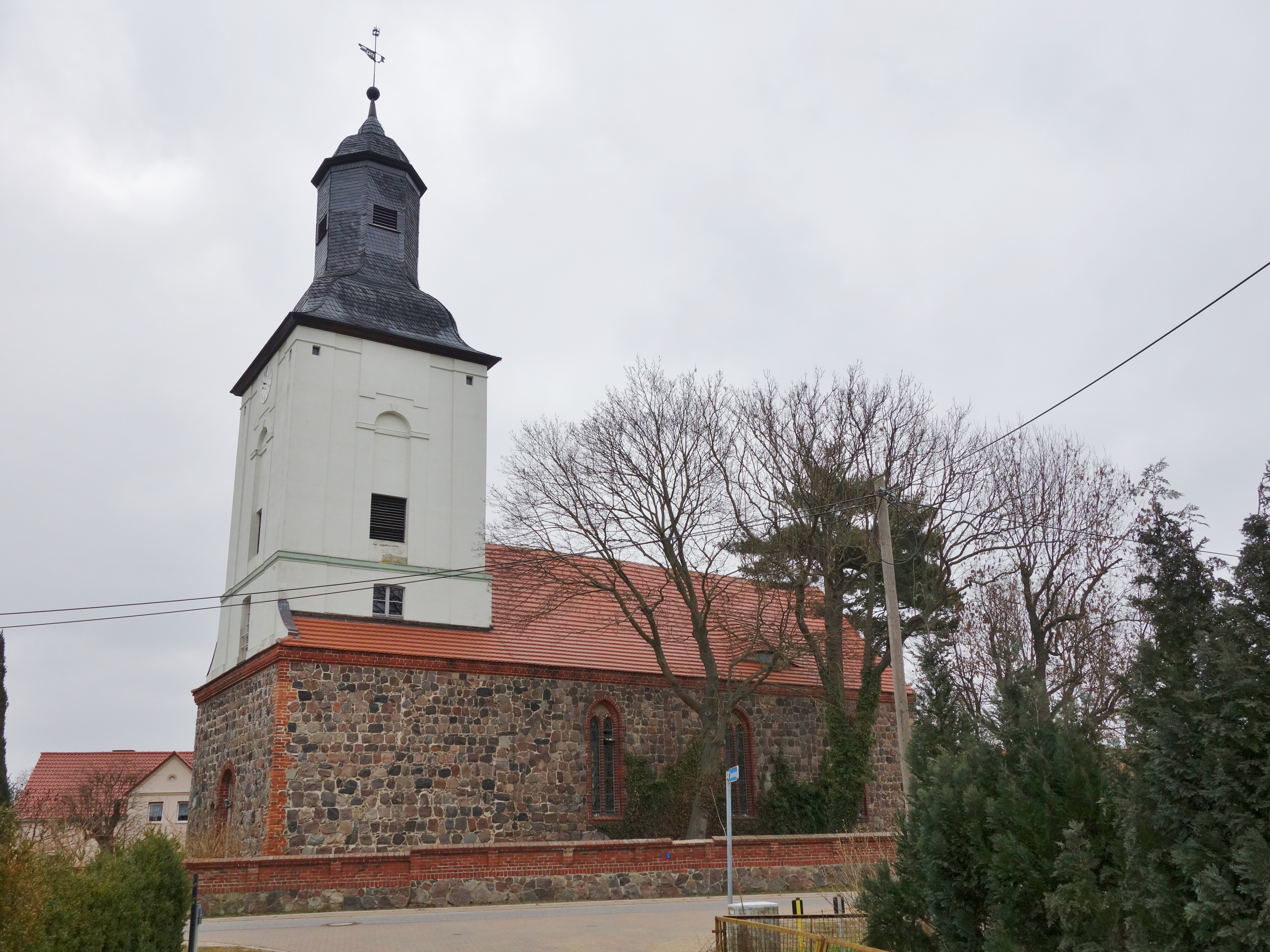
Dorfkirche Barsikow

Die evangelische, denkmalgeschützte Dorfkirche Barsikow steht in Barsikow, einem Ortsteil der Gemeinde Wusterhausen/Dosse im Landkreis Ostprignitz-Ruppin in Brandenburg. Die Kirche gehört zum Pfarrsprengel Segeletz im Kirchenkreis Prignitz im Sprengel Potsdam der Evangelischen Kirche Berlin-Brandenburg-schlesische Oberlausitz und kann nach Anmeldung besichtigt werden.

## Beschreibung
Die Saalkirche wurde im 14. Jahrhundert erbaut. Sie besteht aus einem Langhaus aus Feldsteinen. Aus seinem Satteldach erhebt sich im Westen ein 1743 errichteter verputzter Dachturm, auf dem eine schiefergedeckte Welsche Haube sitzt. Er trägt drei Glocken, von denen eine im 14. Jahrhundert und zwei 1513 gegossen wurden.
Der Innenraum ist mit einer bemalten Flachdecke überspannt. Zur Kirchenausstattung gehören eine Messingtaufschale und zwei Zinnleuchter von 1677.
Die Orgel auf der Empore im Westen hat sieben Register auf einem Manual und angehängtem Pedal und wurde 1852 von Friedrich Hermann Lütkemüller gebaut.